# Martin Johnsrud Sundby
Martin Johnsrud Sundby (Oslo, 26 settembre 1984) è un ex fondista norvegese, detentore del record per maggior numero di Tour de Ski vinti consecutivamente, grazie alle sue 3 affermazioni dal 2014 al 2016.

## Biografia
Ha debuttato in gare FIS a diciott'anni, in una sprint disputata a Gålå, concludendo 35º. Nel 2003 ha partecipato per la prima volta ai Mondiali juniores, disputati in Svezia, ottenendo come miglior risultato l'ottavo posto nella 30 km; nell'edizione dell'anno successivo, in casa, arrivò 6º nella 10 km a tecnica libera.
In Coppa del Mondo ha esordito il 12 marzo 2005 nella 50 km a tecnica classica di Oslo (non conclusa), ha ottenuto la prima vittoria, nonché primo podio, il 25 novembre 2007 nella staffetta di Beitostølen. Nel 2014 ha vinto sia la Coppa assoluta, sia quella di distanza; nella stagione seguente aveva nuovamente vinto la classifica generale di Coppa del Mondo, ma l'accertamento di una violazione delle normative antidoping da parte dello sciatore ha indotto la Federazione Internazionale Sci a revocare i risultati ottenuti da Sundby nelle gare del 13 dicembre e dell'8 gennaio e, conseguentemente, ad aggiornare le classifiche di gara e di Coppa. Nella stagione 2015-2016 ha nuovamente vinto sia la Coppa assoluta, sia quella di distanza.
In carriera ha preso parte a tre edizioni dei Giochi olimpici invernali, Vancouver 2010 (33° nella 15 km, 15° nella 50 km, 18° nell'inseguimento, 2° nella staffetta), Soči 2014 (13° nella 15 km, 4° nella 15 km, 3° nello skiathlon, 4° nella staffetta) e Pyeongchang 2018 (4º nella 15 km, 5º nella 50 km, 2° nello skiathlon, 1º nella sprint a squadre, 1º nella staffetta), e a sette dei Campionati mondiali, vincendo nove medaglie.

## Palmarès

### Olimpiadi
- 5 medaglie:
  - 2 ori (sprint a squadre, staffetta a Pyeongchang 2018)
  - 2 argenti (staffetta a Vancouver 2010; skiathlon a Pyeongchang 2018)
  - 1 bronzo (skiathlon a Soči 2014)

### Mondiali
- 9 medaglie:
  - 4 ori (staffetta a Oslo 2011; staffetta a Lahti 2017; 15 km, staffetta a Seefeld in Tirol 2019)
  - 3 argenti (skiathlon a Val di Fiemme 2013; skiathlon, 15 km a Lahti 2017)
  - 2 bronzi (15 km a Oslo 2011; skiathlon a Seefeld in Tirol 2019)

### Coppa del Mondo
- Vincitore della Coppa del Mondo nel 2014, nel 2016 e nel 2017
- Vincitore della Coppa del Mondo di distanza nel 2014, nel 2016 e nel 2017
- 62 podi (44 individuali, 18 a squadre):
  - 33 vittorie (19 individuali, 14 a squadre)
  - 17 secondi posti (16 individuali, 1 a squadre)
  - 12 terzi posti (9 individuali, 3 a squadre)

#### Coppa del Mondo - vittorie
| Data                              | Località                                                     | Nazione                  | Spec.                                                                   |
| --------------------------------- | ------------------------------------------------------------ | ------------------------ | ----------------------------------------------------------------------- |
| 25 novembre 2007                  | Beitostølen                                                  | Norvegia                 | 4x10 km (con Jens Arne Svartedal, Tore Ruud Hofstad e Tor-Arne Hetland) |
| 17 febbraio 2008                  | Liberec                                                      | Rep. Ceca                | Sprint a squadre TC (con Simen Østensen)                                |
| 24 febbraio 2008                  | Falun                                                        | Svezia                   | 4x10 km (con Chris Andre Jespersen, Morten Eilifsen e Petter Northug)   |
| 23 novembre 2008                  | Gällivare                                                    | Svezia                   | 4x10 km (con Eldar Rønning, Tore Ruud Hofstad e Petter Northug)         |
| 30 novembre 2008                  | Kuusamo                                                      | Finlandia                | 15 km TC                                                                |
| 7 dicembre 2008                   | La Clusaz                                                    | Francia                  | 4x10 km (con Tor-Arne Hetland, Tord Asle Gjerdalen e Petter Northug)    |
| 22 novembre 2009                  | Beitostølen                                                  | Norvegia                 | 4x10 km (con Eldar Rønning, Ronny André Hafsås e Petter Northug)        |
| 12 febbraio 2012                  | Nové Město na Moravě                                         | Rep. Ceca                | 4x10 km (con Eldar Rønning, Niklas Dyrhaug e Petter Northug)            |
| 24 novembre 2012                  | Gällivare                                                    | Svezia                   | 15 km TL                                                                |
| 23 novembre 2012                  | Gällivare                                                    | Svezia                   | 4x7,5 km (con Eldar Rønning, Sjur Røthe e Petter Northug)               |
| 20 gennaio 2013                   | La Clusaz                                                    | Francia                  | 4x7,5 km (con Eldar Rønning, Didrik Tønseth e Sjur Røthe)               |
| 29 novembre 2013 1º dicembre 2013 | Kuusamo                                                      | Finlandia                | Ruka Triple                                                             |
| 28 dicembre 2013 5 gennaio 2014   | Oberhof Lenzerheide Cortina d'Ampezzo/Dobbiaco Val di Fiemme | Germania Svizzera Italia | Tour de Ski                                                             |
| 2 marzo 2014                      | Lahti                                                        | Finlandia                | 15 km TL                                                                |
| 14 marzo 2014 16 marzo 2014       | Falun                                                        | Svezia                   | Finali                                                                  |
| 5 dicembre 2014 7 dicembre 2014   | Lillehammer                                                  | Norvegia                 | Nordic Opening                                                          |
| 27 novembre 2015 29 novembre 2015 | Kuusamo                                                      | Finlandia                | Ruka Triple                                                             |
| 5 dicembre 2015                   | Lillehammer                                                  | Norvegia                 | 30 km ST                                                                |
| 6 dicembre 2015                   | Lillehammer                                                  | Norvegia                 | 4x7,5 km (con Niklas Dyrhaug, Hans Christer Holund e Petter Northug)    |
| 12 dicembre 2015                  | Davos                                                        | Svizzera                 | 30 km TL                                                                |
| 20 dicembre 2015                  | Dobbiaco                                                     | Italia                   | 15 km TC                                                                |
| 1º gennaio 2016 10 gennaio 2016   | Lenzerheide Oberstdorf Dobbiaco Val di Fiemme                | Svizzera Germania Italia | Tour de Ski                                                             |
| 24 gennaio 2016                   | Nové Město na Moravě                                         | Rep. Ceca                | 4x7,5 km (con Sjur Røthe, Mathias Rundgreen e Finn Hågen Krogh)         |
| 6 febbraio 2016                   | Oslo                                                         | Norvegia                 | 50 km TC MS                                                             |
| 21 febbraio 2016                  | Lahti                                                        | Finlandia                | 30 km ST                                                                |
| 1º marzo 2016 12 marzo 2016       | Gatineau Montréal Québec Canmore                             | Canada                   | Ski Tour Canada                                                         |
| 2 dicembre 2016 4 dicembre 2016   | Lillehammer                                                  | Norvegia                 | Nordic Opening                                                          |
| 10 dicembre 2016                  | Davos                                                        | Svizzera                 | 30 km TL                                                                |
| 18 dicembre 2016                  | La Clusaz                                                    | Francia                  | 4x7,5 km (con Didrik Tønseth, Anders Gløersen e Finn Hågen Krogh)       |
| 22 gennaio 2017                   | Ulricehamn                                                   | Svezia                   | 4x7,5 km (con Simen Hegstad Krüger, Anders Gløersen e Finn Hågen Krogh) |
| 19 febbraio 2017                  | Otepää                                                       | Estonia                  | 15 km TC                                                                |
| 11 marzo 2017                     | Oslo                                                         | Norvegia                 | 50 km TC MS                                                             |
| 9 dicembre 2018                   | Beitostølen                                                  | Norvegia                 | 4x7,5 km (con Emil Iversen, Sjur Røthe e Finn Hågen Krogh)              |

Legenda:

TC = tecnica classica

TL = tecnica libera

ST = skiathlon

MS = partenza in linea

#### Coppa del Mondo - competizioni intermedie
- Vincitore del Nordic Opening nel 2014, nel 2015, nel 2016 e nel 2017
- Vincitore del Tour de Ski nel 2014, nel 2015 e nel 2016
- Vincitore delle Finali nel 2014
- Vincitore dello Ski Tour Canada nel 2016
- 30 podi di tappa:
  - 11 vittorie
  - 10 secondi posti
  - 9 terzi posti

##### Coppa del Mondo - vittorie di tappa
| Data             | Località                   | Nazione   | Competizione    | Spec.       |
| ---------------- | -------------------------- | --------- | --------------- | ----------- |
| 3 gennaio 2014   | Cortina d'Ampezzo/Dobbiaco | Italia    | Tour de Ski     | 35 km TL PU |
| 16 marzo 2014    | Falun                      | Svezia    | Finali          | 15 km TL PU |
| 6 dicembre 2014  | Lillehammer                | Norvegia  | Nordic Opening  | 10 km TL    |
| 28 novembre 2015 | Kuusamo                    | Finlandia | Ruka Triple     | 10 km TL    |
| 2 gennaio 2016   | Lenzerheide                | Svizzera  | Tour de Ski     | 30 km TC MS |
| 3 gennaio 2016   | Lenzerheide                | Svizzera  | Tour de Ski     | 10 km TL PU |
| 9 gennaio 2016   | Val di Fiemme              | Italia    | Tour de Ski     | 15 km TC MS |
| 10 gennaio 2016  | Val di Fiemme              | Italia    | Tour de Ski     | 9 km TL PU  |
| 9 marzo 2016     | Canmore                    | Canada    | Ski Tour Canada | 30 km ST    |
| 7 gennaio 2017   | Val di Fiemme              | Italia    | Tour de Ski     | 15 km TC MS |
| 7 gennaio 2018   | Val di Fiemme              | Italia    | Tour de Ski     | 9 km TL PU  |

Legenda:

TC = tecnica classica

TL = tecnica libera

PU = inseguimento

ST = skiathlon

MS = partenza in linea